# 什魯斯伯里 (肯塔基州)
什魯斯伯里（英語：Shrewsbury）是位於美國肯塔基州格雷森縣的一個非建制地區。

## 地理
什魯斯伯里所處的海拔為高於海平面201米（即659英呎），而該地所採用的時區為UTC-6，即北美中部時區（CST）。同時該地設有夏令時間，為UTC-6調快一小時，即UTC-5（CDT）。